# Riko Muranaka
Riko Muranaka, doctora en medicina y periodista, es profesora en la Facultad de Medicina en la Universidad de Kioto (Japón), y ha sido galardonada con el Premio John Maddox 2017 por sus esfuerzos para contrarrestar los bulos y la desinformación relacionada con la vacunación contra el virus del papiloma humano en su país, donde las coberturas vacunales han caído hasta el 1% como consecuencia de la desinformación y el temor injustificado según la OMS por los presuntos efectos adversos de esta vacuna.

## Ceremonia de entrega delPremio John Maddox
Ceremonia celebrada el 30 de noviembre de 2017

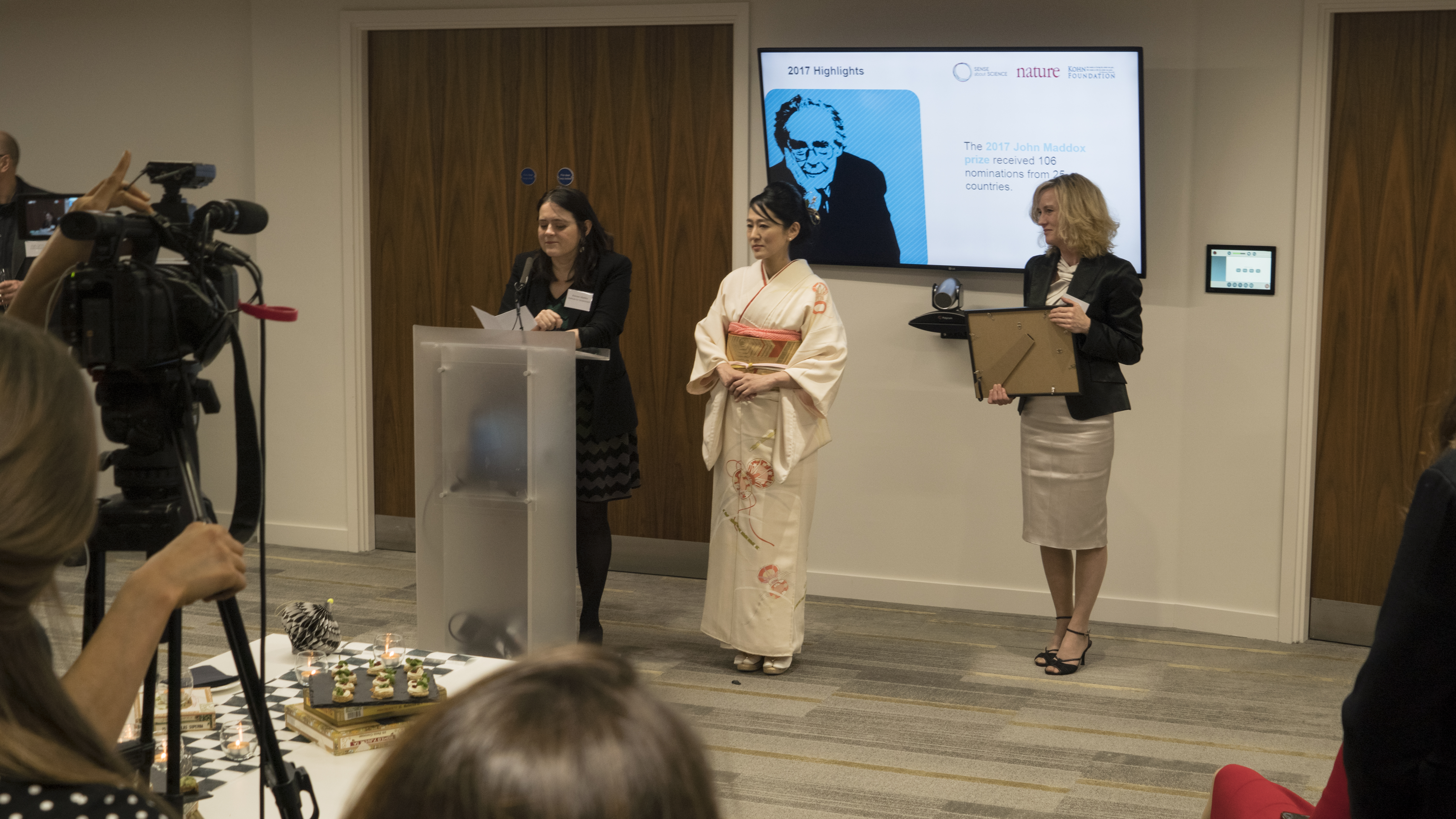
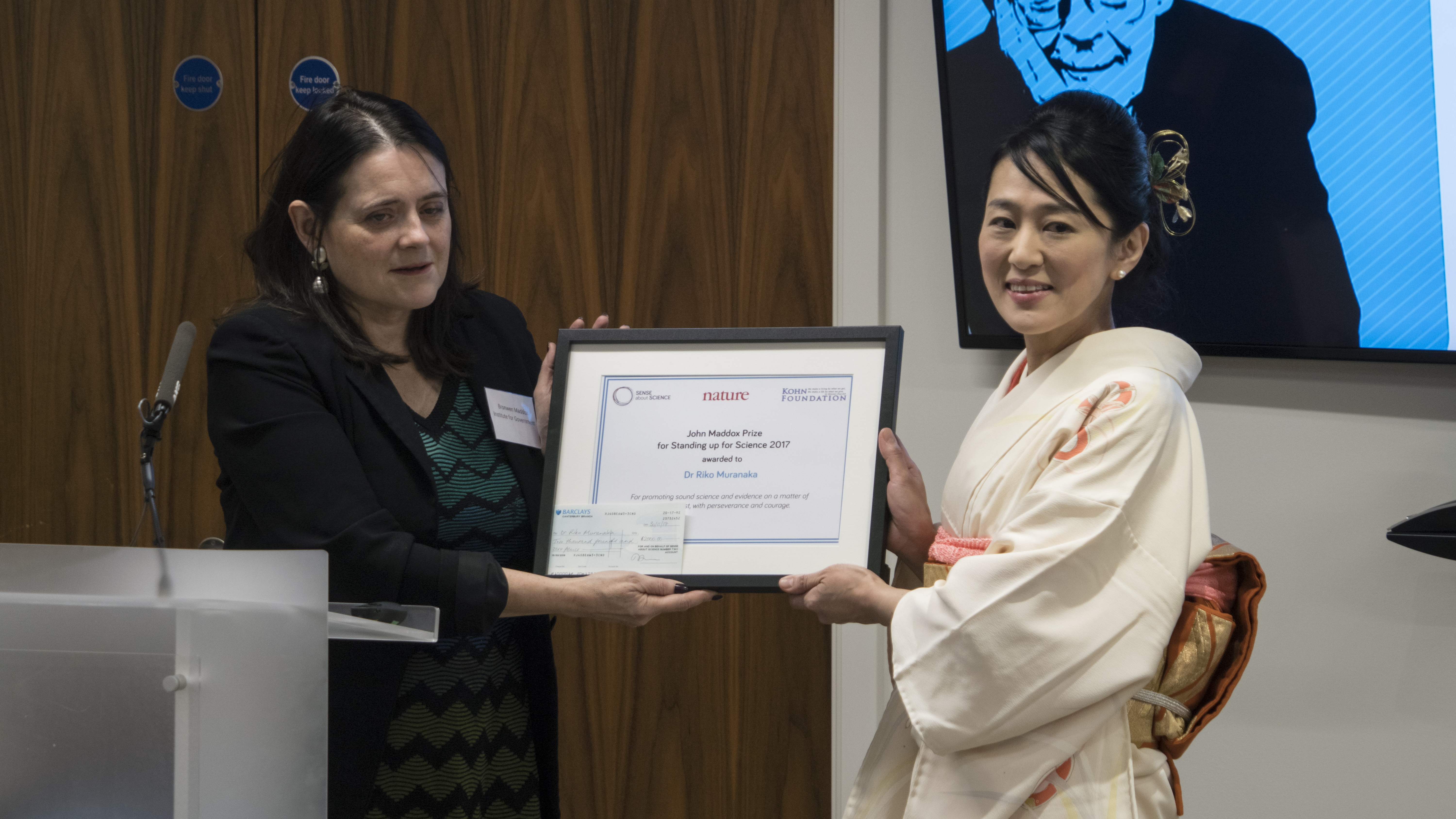
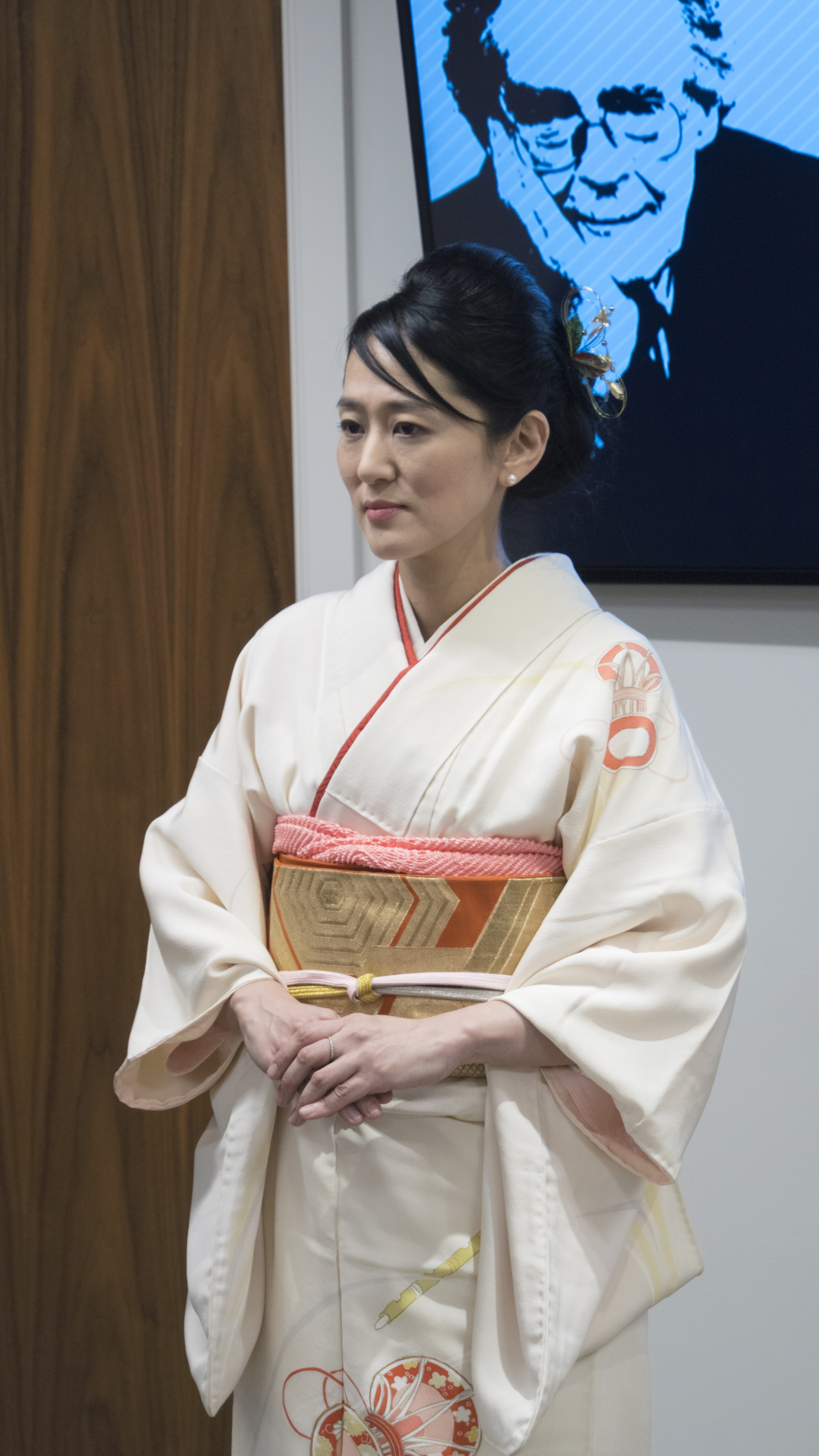
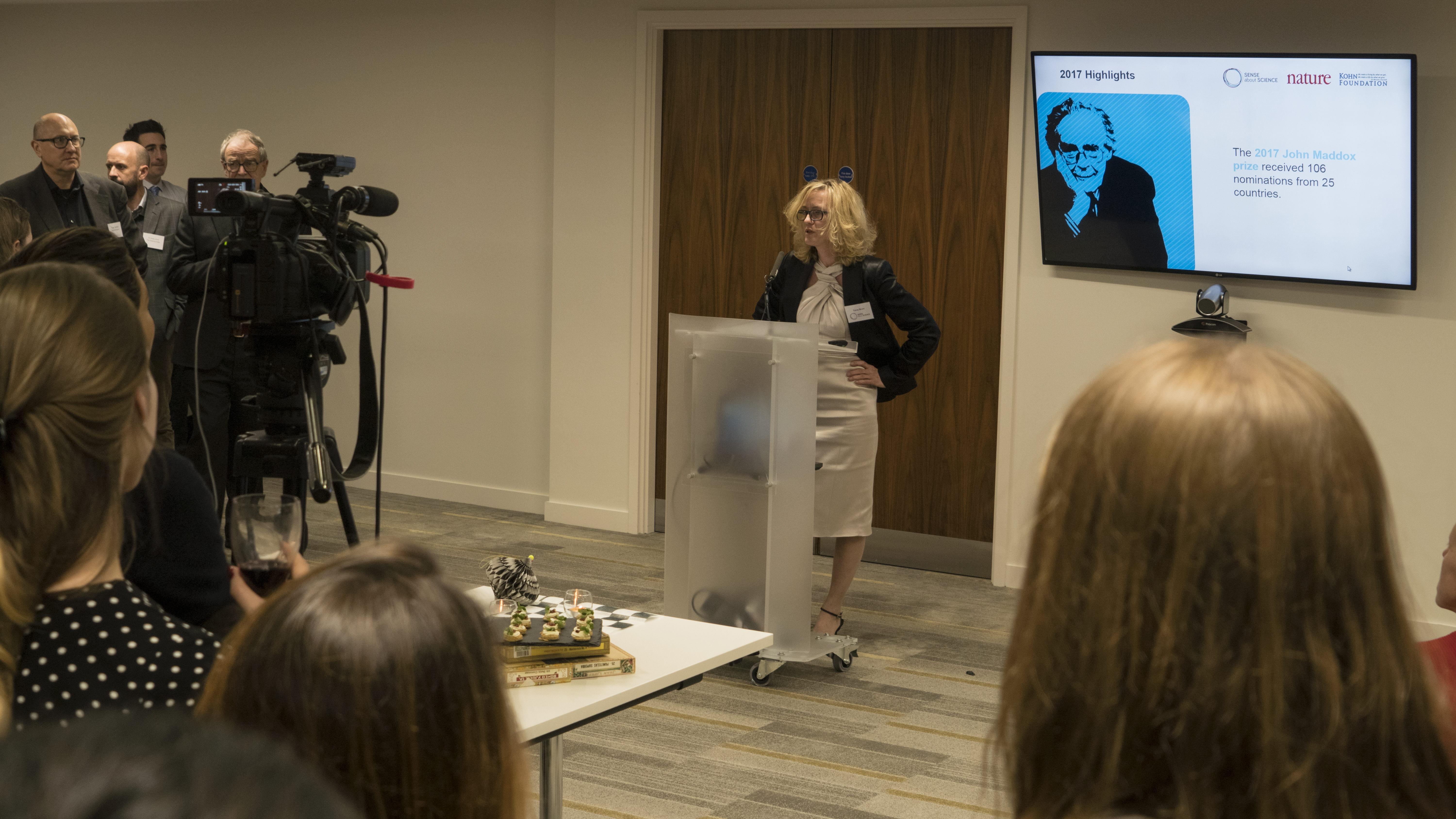

La actividad de Riko Muranaka se ha desarrollado a pesar de la hostilidad de ciertos sectores de la población, incluyendo los académicos.
En la ceremonia de entrega del premio, el discurso de Riko Murunaka resaltó las circunstancias que, según la premiada, han podido dar lugar a la distinción recibida.

## La vacunación contra el virus del papiloma humano
La OMS ha evaluado la efectividad y la seguridad de la vacuna frente al virus del papiloma humano (VPH) concluyendo que es extraordinariamente segura y que no está relacionada con los efectos adversos que se le han atribuido.
Casi 100 países en el mundo incluyen la vacunación frente al virus del papiloma humano en sus calendarios vacunales en niñas y adolescentes. Japón, sin embargo, dejó de recomendar la vacunación pese a que sus propios comités técnicos no encontraron relación alguna con los supuestos efectos adversos falsamente atribuidos a esta vacuna, y como consecuencia de ello, la cobertura vacunal bajó a niveles cercanos a cero, no vistos en ningún otro país.